# Franjo Vlašić
Franjo Vlašić (mađ. Ferenc Vlassich) (Dombovar, Mađarska, 24. travnja 1766. – Zagreb, 16. svibnja 1840.), hrvatski ban, član plemićke obitelji Vlašić, koja je imala naslov baruna od 1832.

## Životopis
Banom je imenovan 10. veljače 1832., kada postaje i zapovijedajućim generalom u Hrvatskoj i Slavoniji. Te godine podupire molbu čelnika hrvatskog narodnog preporoda Ljudevita Gaja da mu se dozvoli izdavanje preporodnih novina u Zagrebu. Sa zagrebačkim biskupom Aleksandrom Alagovićem preuzeo je 1836. godine pokroviteljstvo nad akcijom osnivanja društva za unapređenje prosvjete na narodnom jeziku, koju je Gaj pokrenuo. 
Suprotstavljajući se mađarskim teritorijalnim i jezičnim zahtjevima, Vlašić se pridružio općem otporu hrvatskih staleža, pa je na Požunskom saboru od 1832. do 1836. branio pravo Hrvatske na Rijeku i njezino primorje, a kada su Mađari na Požunskom saboru od 1839. do 1840. godine donijeli zaključak o uvođenju mađarskoga jezika u javni život Hrvatske, ban je 21. siječnja 1840. godine, predstavkom zamolio cara i kralja Ferdinanda i da ne potvrdi taj zaključak. I doista, mađarski zaključak iz Požuna nije dobio vladarevu potvrdu.

## Vanjske poveznice

### Sestrinski projekti
|  | Wikizvor ima izvorni tekst Najnovije doba hrvatske povjesti (R. Horvat)/Hrvatski preporod |

### Mrežna sjedišta
- Franjo Vlašić - član ličke plemićke obitelji Vlašić  Arhivirana inačica izvorne stranice od 5. ožujka 2016. (Wayback Machine)

| Političke dužnosti       | Političke dužnosti         | Političke dužnosti       |
| ------------------------ | -------------------------- | ------------------------ |
| prethodnik Ignjat Gyulay | Hrvatski ban 1832. – 1840. | nasljednik Franjo Haller |